# Santos Ambrosio y Carlos (título cardenalicio)
Santos Ambrosio y Carlos es un título cardenalicio de la Iglesia Católica. Fue instituido por el papa Pablo VI en 1967. Se encuentra en la Basílica de los Santos Ambrosio y Carlos en el Corso. 
En esta misma basílica existió el título de San Carlos en Catinari (en latín: Sancti Caroli ad Catinarios) establecido en 1616 por el Papa Pablo V para reemplazar al de San Blas en el Anello, cuya iglesia fue demolida en 1617 para la construcción de un convento de teatinos. El título fue reemplazado por el de San Carlos en el Corso (en latín: Sancti Caroli a Cursum) el 6 de octubre de 1627 por el Papa Urbano VIII. El título fue suprimido por el mismo Urbano VIII el 5 de septiembre de 1639.

## Titulares de San Carlos en Catinari
- Ottavio Belmosto (1616-1618)
- Luigi Capponi (1621-1622)
- Giovanni Delfino (1622-1622)

## Titulares de San Carlos en el Corso
- Desiderio Scaglia, O.P. (6 de octubre de 1627 - 21 de agosto de 1639)

## Titulares de Santos Ambrosio y Carlos
- Angelo Dell'Acqua, O.SS.C.A. (29 de junio de 1967 - 27 de agosto de 1972)
- Ugo Poletti (5 de marzo de 1973 - 25 de febrero de 1997)
- Dionigi Tettamanzi, (21 de febrero de 1998 - 5 de agosto de 2017)